# 磷酸甘露糖变位酶
磷酸甘露糖变位酶（英語：phosphomannomutase，EC 5.4.2.8）是一种催化如下化学反应的酶：
α-D-甘露糖-1-磷酸{\displaystyle \rightleftharpoons }D-甘露糖-6-磷酸
这种酶的底物为α-D-甘露1-磷酸盐，产物为D-甘露糖-6-磷酸。